# Lenguas de Mongolia
A lo largo de todo el país, en Mongolia se hablan varias lenguas, tal es el caso del mongol, lengua oficial y predominante, además de lenguas secundarias tales como el kazajo, el tuvano, el ruso y el chino.

## Mongol
El mongol actual es aquel que usa el alfabeto cirílico, a diferencia del antiguo, que usa el alfabeto mongol tradicional. Esta es la lengua oficial y la predominante, con un poco más del 95% de su población siendo hablantes nativos.  Hace varios siglos, el idioma mongol era diferente, usando un alfabeto diferente, actualmente éste es ya obsoleto, sin embargo, se programa que este recuperará su estatus para el 2025. Este tiene acentos y dialectos, siendo el jalja y el khalkha los más sonados.

## Kazajo
El kazajo se habla en las zonas cercanas como Bayan-Ölgiy, a la nación homónima, específicamente por pequeños grupos étnicos y migrantes.

## Tuvano
El tuvano se habla en zonas cercanas a Tuvá en Rusia, siendo lenguas muy familiares, con raíces similares. 

## Ruso
El ruso es la principal lengua secundaria de la nación, siendo lentamente reemplazada por el inglés. Esta lengua se esparció por Mongolia debido a los grandes contactos que se han tenido y la gran influencia soviética que llegó a Mongolia, dando a este el alfabeto cirílico. 

## Chino
En pequeñas comunidades, grupos de chinos habitan en este país, especialmente en zonas cercanas a la Mongolia Interior, hablando, por consecuente, este idioma.
1. ↑  «Idiomas de Mongolia».
2. ↑  «Página que confirma la recuperación del alfabeto tradicional.».
3. ↑  «Transición del mongol tradicional al mongol cirílico.».

- Datos: Q126911873